# Jan Melka
Jan Melka (14 febbraio 1914 – 12 ottobre 1997) è stato un calciatore cecoslovacco, di ruolo attaccante.

## Carriera

### Nazionale
Il 6 settembre 1935 debutta in Nazionale contro la Jugoslavia (0-0).